# Municipio de Opichén
El municipio de Opichén es uno de los 106 municipios del estado mexicano de Yucatán. Su cabecera municipal es la localidad homónima.

## Toponimia
El nombre del municipio, Opichén, significa en lengua maya «pozo de la anona». Deriva de los vocablos óop, que significa anona y ch'e'en,que significa pozo.
Ya que en el centro del pueblo existe un pozo antiguo y se dice que en tiempos remotos junto a este pozo se encontraba una mata de la fruta conocida en lengua maya como «óop», considerando que óop, en maya es el nombre de la fruta que en español se llama anona (parecida al saramuyo, chirimolla, o a la guanábana)y chen" significa pozo, se dice que de ahí el nombre de Opichén, (anona del pozo).

## Colindancia
El municipio de Opichén limita al norte con el municipio de Kopomá y con Maxcanú; al sur con el Estado de Campeche particularmente con el municipio de Calkiní al este con Muna; al oeste también con el municipio de Maxcanú y con el municipio de Halachó.

## Datos históricos
Opichén «anona del pozo», perteneció al cacicazgo Maní de Tutul Xiú en la época prehispánica.
En la época colonial, bajo el régimen de la encomienda, estuvo a cargo de Íñigo de Sugasti en 1607; Pedo de Santo Domingo Campos y Diego Hidalgo Bravo en 1639; Juan Esteban de Aguilar en 1652 y Ana de Vaneda Villegas en 1705.
En 1825, al lograr Yucatán su independencia de España, fue Opichén pueblo del partido del Camino Real Bajo.
- 1841: Fue visitado por el famoso viajero y explorador John Lloyd Stephens en su viaje rumbo a Uxmal.
- 1847: Fue escenario de varios combates de la denominada Guerra de Castas.
- 1898: Nació en Opichén el médico, pediatra y coleccionista Álvar Carrillo Gil, quien hizo construir en la Ciudad de México un conocido museo de arte.
- 1911: Los partidarios del político Delio Moreno Cantón encabezaron desde Opichén la oposición al gobierno recién electo de Nicolás Cámara Vales.

## Economía
La actividad económica municipal se basa principalmente en la agricultura y el comercio, especialmente en la siembra de maíz, frijol, ibes(frijol blanco)y otras variedades de leguminosas, cacahuate, chile, hortalizas, jícama, variedades de calabaza de cuya semilla se extrae la pepita(semilla molida) para los tradicionales papadzules (comida típica de Yucatán), sandías, naranja dulce, varios cítricos, árboles frutales. Hay actividad pecuaria: la crianza de ganado bovino, hay varias granjas avícolas y también actividad apícola para la producción de miel y cera.
El turismo es también una actividad importante para el municipio por la presencia de varios yacimientos mayas y porque Opichén está enclavado en la llamada zona Puuc que atrae numerosos visitantes interesados en la arqueología. Las grutas, de gran belleza natural, de Calcehtoc, que están en el municipio, son también frecuentadas por muchos turistas.

## Atractivos turísticos
- Monumentos Históricos:
  - El templo de San Bartolomé (siglo XVIII),
  - La capilla de la Mejorada (siglo XVIII)
  - Las grutas de Calcehtoc.
  - Lagos conocidos como «aguadas» ojos de agua, al norte de opichen

- Fiestas populares:
  - Del 8 al 12 de junio se celebra la fiesta en honor a San Bernabé.
  - En los últimos días del mes de agosto, la fiesta en honor de San Bartolo.

En ambos casos se hacen procesiones y la tradicional vaquería